# 白川忠富王
白川 忠富王（しらかわ ただとみおう、正長元年（1428年） - 永正7年2月1日（1510年3月10日））は、室町時代の日本の公卿。神祇伯になる前は白川忠富と称した。

## 生涯
白川雅兼王の次男として誕生。
応仁元年（1467年）、従三位に昇叙し公卿入りを果たす。延徳2年（1490年）に資氏王の病気による辞任を受けて、神祇伯に任命され忠富王と称す。永正7年正月25日、病気のために養子・雅業に伯職を譲り、その5日後の2月1日に薨去した。享年83歳。
日記に『忠富王記』がある。

## 官歴
- 宝徳3年1月5日（1451年2月6日）、正五位下
- この間、左近衛少将、転任し左近衛中将[1][2]
- 応仁元年4月26日（1467年5月29日）、従三位
- 応仁2年（月日不明）（1468年）、民部卿[3]
- 文明2年6月23日（1470年7月21日）、正三位
- 文明8年1月2日（1476年1月28日）、従二位
- 延徳2年6月30日（1490年7月17日）、神祇伯
- 延徳3年1月25日（1491年3月5日）、正二位
- 永正7年1月25日（1510年3月5日）、神祇伯を雅業へ譲任

## 系譜
- 実父：白川雅兼王
- 養父：白川資氏王
  - 女子：白川雅業王室
  - 娘婿：白川雅業王